# Claudio Baglioni
Claudio Enrico Paolo Baglioni (Roma, 16 de mayo de 1951) es un cantautor y músico de pop italiano. Su carrera ha durado más de 50 años.
Considerado uno de los cantautores de pop rock de mayor éxito en la historia de la música italiana, ha vendido más de 60 millones de discos, entre los que destaca Questo piccolo grande amore de 1972, del que la canción del mismo nombre fue premiada como «canción de el siglo», Strada facendo de 1981, uno de los álbumes más exitosos del artista y La vita è adesso de 1985 que es el álbum más vendido de todos los tiempos en Italia.
En los años 90 abrazó la world music con los discos de la trilogía del tiempo, que comenzó con Oltre (1990) considerada su obra maestra, continuó con el increíble éxito de Io sono qui (1995) y finalizó con Viaggiatore sulla coda del tempo (1999). En 2006 compuso el himno de los Juegos Olímpicos de Invierno de Turín.
Es famoso en España desde 1975 gracias a su álbum debut ibérico Sábado Por La Tarde que se vendió también en Latinoamérica. En los años 80 se lanzó en toda Europa el álbum Claudio Baglioni. En 1991 se lanzó en España el álbum Oltre con algunas canciones traducidas que obtuvo un gran éxito. Tras varias actuaciones en directo en España en los años 90, regresa en 2005 con la colección Todo Baglioni y luego en 2006 con el álbum Siempre Aquì publicado tras el éxito del concierto del 11 de julio de 2005 en Madrid.
También un innovador en el campo de las presentaciones en vivo, Baglioni logró más de un millón de espectadores en total con la gira Alé Oó en 1982 y Notti di note en 1985. En 1986 inventó un nuevo método de interpretación en vivo, con la gira Assolo donde actuó completamente solo acompañado de guitarra eléctrica, piano, secuenciador y MIDI, una tecnología nunca probada en ese momento.
En 1991 fue el primer artista del mundo en crear un concierto con el escenario en el centro, premiado por la revista Billboard como «el mejor concierto del mundo», el 6 de junio de 1998, de nuevo con el mismo concepto del escenario en el centro, estableció el récord de asistencia a un evento más alto jamás; 100.000 espectadores en el estadio olímpico de Roma y en el año 2000 actuará en la Plaza de San Pedro en la Ciudad del Vaticano en presencia de 300.000 personas, incluido el Papa. También fue el primer y único artista italiano que ofreció un concierto en el Parlamento de Bruselas en 2006.

## Biografía
Hacia 1968 compuso la suite musical Annabel Lee, basada en un poema de Edgar Allan Poe. En 1969 lanzó su primer sencillo y grabó el sencillo Signora Lia; una canción cómica que habla de la infidelidad matrimonial de una dama, con el tiempo la canción se convertirá en un culto de la música pop italiana a pesar de su escaso éxito inicial.

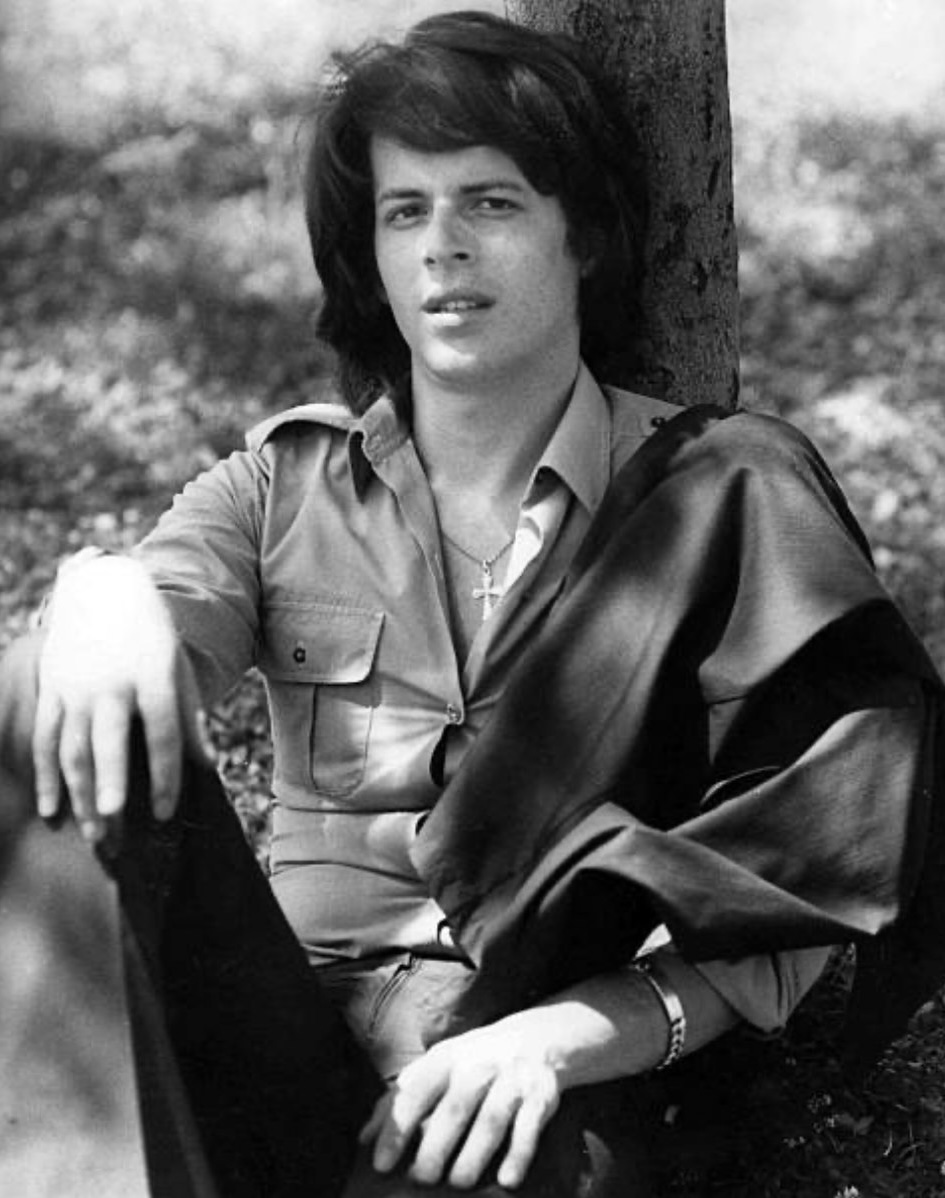
Baglioni en 1974

El éxito en Italia sólo llega en 1972 con el álbum Questo piccolo grande amore; la canción homónima de 1985 será premiada como la canción italiana del siglo. En 1974 grabó el disco E tu... con Vangelis. En 1975 salió el Sabato pomeriggio; un álbum conceptual sobre la espera, extraído de los poemas de Giacomo Leopardi. En el mismo año, Baglioni llega a España con el disco Sábado por la tarde, que contiene las mejores canciones del cantautor de 1969 a 1975, traducidas al español.  En 1977 el álbum Solo; el primero en el que realiza sus propias letras, música y producción. El mismo año sale la versión española del disco. En 1978 llega el increíble éxito con el disco E tu come stai?, al año siguiente también se comercializará en España con el título: Un poco màs.
En 1981 produce el exitoso álbum Strada facendo; el primer álbum italiano en alcanzar el millón de copias vendidas. Al año siguiente comienza la gira Ale-Oo, la primera gira de una cantante italiana en los grandes estadios. El nombre de la gira, de hecho, se inspira en un coro típico de partidos de fútbol. En junio del mismo año (1982) Claudio a la edad de 31 años se convierte en padre y en un día escribe la canción de éxito mundial Avrai dedicada a su hijo.

Baglioni en 1985

En 1985 llega el increíble éxito del álbum La vita è adesso, el álbum más vendido de todos los tiempos en Italia. La grabación del álbum se llevó a cabo en Manor Studio en Oxford y Town House en Londres. Las cuerdas, tocadas por la Orquesta Sinfónica de Londres, fueron grabadas en los estudios Abbey Road por Peter Mew. Hans Zimmer también participó en la grabación del álbum. Inmediatamente después del lanzamiento del álbum comienza la gira de 1985 que totalizó más de 1.5 millones de espectadores con el concierto final en Roma, que fue el primer concierto en la historia de la música italiana que se transmitió en vivo por televisión. 
El éxito abrumador del albún da inicio a otro gran gira el año siguiente; Assolo una sensacional gira que consta de más de 30 conciertos en los grandes estadios de Italia donde Claudio Baglioni actúa completamente solo, sin banda, con la ayuda de guitarra clásica y eléctrica, pianola, piano, sintetizador y MIDI, una tecnología nunca probada en ese momento. El álbum en vivo Assolo está basado en el concierto en el estadio de la ciudad de Milán al que acudirán casi 100.000 personas, el álbum triple fue un éxito comercial en Europa. El éxito de Claudio en esta década es tal que a finales de 1985 se publicó la primera colección para el mercado europeo del cantautor, titulada Claudio Baglioni, que contiene las diez mejores canciones del cantautor de la Años 80.
En 1988 participé en un concierto de Human Right Now! gira con Peter Gabriel, Sting y Bruce Springsteen.
En 1990 luego de 3 años de trabajo lanza el doble álbum Oltre, un ambicioso proyecto con 20 canciones que abrazan la World Music y la participación de grandes artistas internacionales; el álbum cambiará radicalmente la industria musical italiana. El 20 de junio de 1991 volver a españa actuó en Tosa de Mar, acompañando al piano a Montserrat Caballé que interpretó una versión lírica de Sábado por la tarde, Baglioni luego presentó en solitario Mille giorni di te e di me al piano y la canción Domani mai a la guitarra. El 3 de julio de 1991 realizó su concierto de regreso en el estadio Flaminio de Roma ante 90.000 espectadores, que fue decretado por la revista Billboard como el mejor concierto del año en el mundo, debido al escenario que se ubica en el centro del estadio con el público rodeándolo en la ronda. En 1991 se lanzó la versión europea del álbum Oltre.En 1992 comenzó la gira Oltre il concerto, realizada en palasport con el escenario en el centro, que marcó el regreso de Baglioni por toda Italia, con más de 50 fechas fue un gran éxito. En 1992 para la Expo Sevilla Baglioni fue invitado en el programa Sevilla Sueña.
En 1994 regresa a España como invitado en el Festival de Viña.
El 31 de agosto de 1994 presentó el himno del campeonato mundial de natación en el Foro Itálico de Roma.

Baglioni en 1995

En 1995 se lanza el álbum Io sono qui, que marca el regreso de Claudio a la escena, el disco trata el tema de la comedia, la vida cotidiana es de hecho un poco una comedia para todos donde todos usan una máscara sin saber si lo son. un actor o un espectador de la vida. El álbum está estructurado como si fuera una película con un principio, un final, el interludio y luego la primera, segunda, tercera y cuarta vez que anticipan las canciones siguientes describiéndolas como escenas cinematográficas.El álbum ha vendido 1,5 millones de copias hasta la fecha. Baglioni presenta el álbum primero con una serie de conciertos sorpresa encima de un camión amarillo.Posteriormente la gira de 1996 comenzó en el palasport con el escenario en el centro sin barreras entre el público y el artista con la banda, con más de 51 fechas se convirtió en un éxito increíble.
El 6 de junio de 1998 realizó el último concierto del milenio en el estadio olímpico de Roma, el concierto sumó más de 100.000 espectadores gracias al escenario en el centro y los espectadores que llenaron el estadio, aún este récord se mantiene invicto por cualquier evento, tanto musical y deportivo.
En 1999 el álbum Viaggiatore sulla coda del tempo, ante la inminente llegada del nuevo milenio, aborda el tema de las tecnologías modernas y al mismo tiempo narra el viaje de un viajero hacia este futuro desconocido. Baglioni declarará posteriormente que los tres álbumes forman una trilogía del tiempo donde cada uno representa el pasado, el presente y el futuro respectivamente. La gira que sigue a este álbum, llamada Tour Blu, se caracteriza por un estilo futurista como el álbum con pantallas de proyección y luces láser.
El 31 de diciembre de 1999, en Nochevieja, actuó en el último concierto del milenio en la Plaza de San Pedro, en el Vaticano, en presencia de aproximadamente 380.000 espectadores, incluido el Papa, y en directo por televisión nacional, siendo el primero y único artista en la historia que ha realizado un concierto en la Plaza del Vaticano.

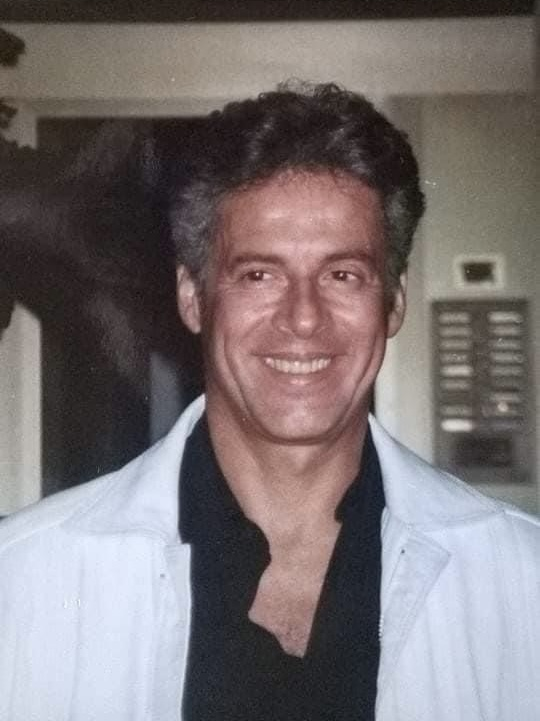
Baglioni en 1998

En el año 2000 realizó la gira Acústico. Sogno di una notte di note en los anfiteatros, reorganizando en clave acústica todas sus canciones más famosas, en 2001 fue el primer artista que llevó la música pop a los teatros tradicionales con la gira Incanto tra pianoforte e voce actuando completamente solo y acompañado únicamente por el piano.
En 2003 se lanzó el álbum Sono io, que vendió 300.000 copias en sólo un mes, seguido de la gira por el estadio con el escenario en el centro.
En 2005 se publicó su primera colección oficial Tutti qui, que pronto se convirtió en un éxito comercial y a partir de la cual comenzó la gira que duró de 2006 a 2007 en palasport con el escenario en el centro. 
En 2005 Baglioni regresó a España con la colección de discos Todo Baglioni que contiene las canciones más famosas del cantautor distribuidas en el país en los discos de los años 70. El 11 de julio de 2005 ofreció un concierto en Madrid al que acudieron numerosos seguidores. El concierto de 2006 Baglioni lanza el famosísimo álbum de regreso Siempre aquí donde canta en español sus canciones más famosas de los años 80 a los 2000, inéditas para el público español.
En 2009 el álbum Q.P.G.A. fue lanzado
En 2010 realizó una serie de conciertos por todo el mundo. En la víspera de Año Nuevo de 2011 celebró un concierto en los foros imperiales de Roma que atrajo a más de 300.000 personas.
En 2013 lanzó el disco Con voi. En 2019, para celebrar los 50 años de carrera, realiza un increíble concierto en la Arena de Verona que por primera vez está abierto al público en su totalidad. Con el escenario en el centro y los espectadores llenando toda la arena en la ronda.
En 2020 se lanzó el último álbum In questa storia, che è la mia. En el verano de 2022 realizó Tutti su! gira en anfiteatros y en el verano de 2023 una gira aTuttoCuore con un increíble concierto en el Foro Itálico de Roma y luego continuó en 2024 por Italia en palasport y en la Arena de Verona con ocho escenarios en septiembre de 2024.

## Vida personal
De su matrimonio con Paola Massari, nació Giovanni el 19 de mayo de 1982 -ya adulto, se convirtió a su vez en un conocido guitarrista de estilo fingerstyle - a quien su padre dedicó la canción Avrai, grabada en sólo dos días en el estudio de Paul McCartney en Londres durante las pausas de grabación del exintegrante de Los Beatles que se tomó el miércoles como día libre para jugar videojuegos; el sencillo se lanza el 9 de junio. Del nacimiento de su hijo, Baglioni dirá poco después: 

Convertirme en padre me hizo redescubrir las cosas bonitas de la vida y de ello dependió en gran medida que después de tantos años volviera a actuar en los escenarios. Sentí la necesidad de volver a sumergirme en mi público para regalarles mi música, mi felicidad, mi forma de ser músico.
Famiglia TV, 12 de diciembre de 1982

En 1987 Baglioni conoció a Rossella Barattolo por primera vez; En ese momento, el cantautor todavía estaba casado con Paola Massari y por lo tanto su relación inicialmente era exclusivamente laboral. En 1994 empezaron a vivir juntos, pero recién en 2008 la historia se hizo pública: ese mismo año Baglioni se divorció oficialmente de su esposa.

## Discografía

### Álbumes publicados en Italia
- 1970 - Claudio Baglioni
- 1971 - Un cantastorie dei giorni nostri
- 1972 - Questo piccolo grande amore
- 1973 - Gira che ti rigira amore bello
- 1974 - E tu...
- 1975 - Sabato pomeriggio
- 1977 - Solo
- 1978 - E tu come stai?
- 1981 - Strada facendo
- 1982 - Alé-Oó (Live)
- 1985 - La vita è adesso
- 1986 - Assolo (Live)
- 1990 - Oltre
- 1992 - Assieme (Live)
- 1995 - Io sono qui
- 1999 - Viaggiatore sulla coda del tempo
- 2000 - Acustico (Live)
- 2003 - Sono io
- 2010 - Per il mondo (Live)
- 2013 - Con voi
- 2020 - In questa storia che è la mia

### Álbumes publicados en España
- 1975 - Sábado por la tarde[49]
- 1977 - Solo[50]
- 1978 -  Un pequeño gran amor[51]
- 1979 - Un poco más[52]
- 1982 - Alé-Oó[53]
- 1985 - Claudio Baglioni[54]
- 1991 - Oltre[55]
- 2005 - Todo Baglioni[13]
- 2006 - Siempre aquí[56]

## Giras musicales
- 1977 - Claudio Baglioni tour
- 1982 - Alé Oó
- 1985 - Notti di note
- 1986 - Assolo
- 1991 - Oltre una bellissima notte (concierto único)
- 1992 - Assieme
- 1995 - Tour Giallo
- 1996 - Tour Rosso
- 1998 - Da me a te
- 1999 - Tour Blu
- 2000 - Acustico
- 2003 - Tutto in un abbraccio
- 2007 - Tutti qui
- 2010 - World Tour
- 2013 - Con voi tour
- 2019 - Al centro
- 2022 - Tutti su!
- 2023 - aTuttoCuore